# 谭政
谭政（1906年6月14日—1988年11月6日），原名谭世铭，号举安。湖南湘乡人。中国工农红军及中国人民解放军主要领导人之一，中国人民解放军大将。中国共产党、中华人民共和国政治人物，原副国级领导人。
谭政早年参加秋收起义，并在中国工农红军红四军、红十二军、红二十二军等部队指挥领导政治工作。后跟随红军主力进行战略转移，后在陕北担任中央军委总政治部副主任、陕甘宁晋绥联防军副政委兼政治部主任等职位。第二次国共内战期间，担任东北民主联军、东北野战军政治部主任、第四野战军副政委兼政治部主任。中华人民共和国成立后，担任第四野战军第三政委、中共中央书记处书记、国防部副部长、中国人民解放军总政治部主任等职位。后被诬陷为“谭政反党宗派集团”首要分子，遭监禁。文化大革命后担任中共中央军委顾问等。1988年11月6日2时5分，在北京逝世，终年82岁。

## 生平

### 早期红军生涯
1906年6月14日，谭政出生于湖南湘乡楠竹山村的一个士绅家族，其父谭润区为湘乡县立第二高小教员。此后就读于县立东山学堂，毕业后任小学教师。1927年，谭政弃笔从戎，经陈赓介绍，到汉口参加国民革命军第四军，任总指挥部特务营第2连上士文书，后任营指导员办公所准尉书记；同年7月底，编入“武昌警卫团”任第9连文书、第2营营部书记和江西省防军暂编第1师师书记。
1927年9月，参加了毛泽东领导的秋收起义。之后经三湾改编，编入工农革命军第1军第1师第1团，任团部书记。10月，部队进入井冈山，谭政随之加入中国共产党，任红四军前委秘书，随后调任第31团党委秘书。1929年，跟随红四军攻打长沙，后任红四军3纵队政委、红四军军委秘书长、政治部训练部部长。12月29日，出席古田会议。

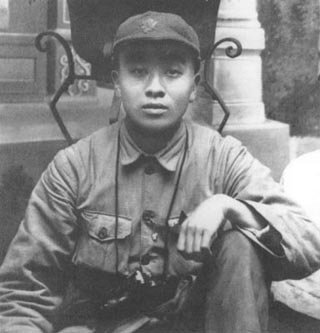
在福建长汀的红12军政治部主任谭政

1930年6月，谭政任扩编后的政治部主任兼教导大队政委。1931年，红十二军改编，谭政仍任政治部主任，率众攻打漳州等地。之后率红十二军主力返回江西，参加南雄、水口战役，又北上攻打宜黄、乐安、南丰。之后，红十二军并入红二十二军，其任军政治部主任。1933年1月，红二十二军与红一军团合编，改为直辖师，谭政任红一军团第1师政治部主任，后任师政委。参与指挥中共第四次、第五次反围剿战争，期间起草《月终政治工作报告》、《新田夜间政治工作报告》、《高兴圩以北战斗政治工作》等报告，详细论述了中共建军思想、原则和政治工作方针等。
1934年9月，协助师长李聚奎指挥新田战斗，跟随红军主力战略转移。遵义会议后，其改任红一师政治部主任，他写的《最后的一道封锁线》的通讯刊登在《红星》报上。1935年10月，调任红一军团政治部组织部长。12月，部队再次改制，其任红一师政治部主任。1936年，谭政撰写《关于红军中新的政治工作意见》，此后进入中国人民抗日红军大学学习。之后，任红军后方政治部组织部部长、后方政治部主任。

### 抗日战争时期
1937年10月，谭政任中央军委总政治部副主任。1938年2月，谭政与罗瑞卿、欧阳毅、张爱萍赴武汉出席国民党政府召开的全国军队政工会议，谭代表129师参会并挂上校军衔。此后回到延安，参与统筹八路军、新四军的政治工作，撰写《论革命军队的政治工作》、《论敌军工作的目的与方针》、《八路军、新四军的干部政策》、《论八路军政治工作的传统与作风》等文章。
1942年冬，任陕甘宁晋绥联防军副政委兼政治部主任，主持撰写总结军队政治建设分析报告。1944年4月，受中共中央委托，起草并由他在中共中央西北局高干会议上作了《关于军队政治工作问题》的报告，并印发全部中共部队进行学习。1945年，参加中国共产党第七次全国代表大会，并当选为候补中央委员。

### 第二次国共内战时期

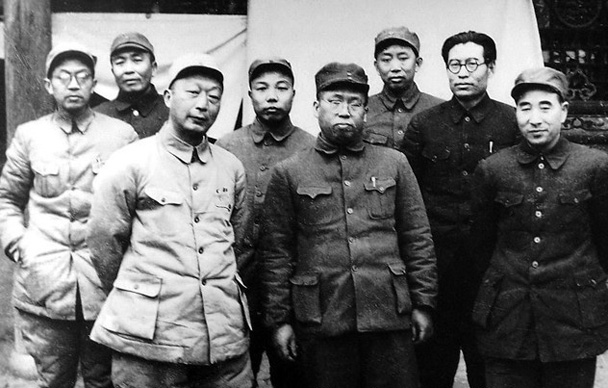
1948年12月，平津战役总前委指挥部合影，左起：黄克诚、谭政、聂荣臻、萧华、罗荣桓、刘亚楼、高岗、林彪。

1946年1月，谭政赶赴东北民主联军并任政治部主任，创建并巩固中共东北根据地，协助政委罗荣桓领导部队政治建设。1948年，在东北组织以“诉苦”、“三查”为首的新式整军运动。1948年8月14日，改任东北野战军政治部主任，参与指挥辽沈战役，对中共东北部队进行教育并提高士兵士气。1948年12月7日，东北野战军指挥机关进入山海关后，起草了《目前作战的政工动员》、《关于平津作战政治鼓动的指示》、《入城须知》、《约法八章》等报告指示，指挥并领导东北野战军部队军纪。
1949年1月，谭政兼任天津市军事管制委员会副主任。1949年3月，任中国人民解放军第四野战军副政委兼政治部主任，并参与指挥部队向华中华南进军，同年内，相继占领武汉、广州等城。12月，任中南军区暨第4野军第3政委兼干部管理部长，参与指挥部队进行改革、清剿等工作，并制定推广新区政策和群众纪律。

### 中华人民共和国成立后
中华人民共和国成立后，谭政兼任中共中央中南局第一副书记，华南分局第三书记，华南军区政治委员。1954年2月，谭政任第一届全国人民代表大会常委会委员。9月，任第一届国防委员会委员，中国国防部副部长。10月，任中国人民解放军总政治部第一副主任。1955年9月，被授予中国人民解放军大将军衔，并获一级八一勋章、一级独立自由勋章、一级解放勋章。1956年9月，出席了中国共产党第八次全国代表大会，起草发言《建军新阶段政治工作的若干问题》，制定解放军在新阶段的发展方向并总结问题，随后被中央军委印发全军。此后，谭政当选为中共中央书记处书记。12月，任中国人民解放军总政治部主任。1959年，庐山会议上，谭政反对继续整彭德怀、黄克诚、张闻天和周小舟等人。
1959年9月，任中央军委常委，兼任中共中央监委副书记、第二届国防委员会委员。谭政在突出政治的问题上屡次和林彪的提议发生抵触，这也导致林彪的嫉恨,二人随即决裂。1960年9月14日在北京的军委扩大会议，9月23日会议矛头指向谭政和总政的一些领导人，经过30余天的揭发批判和讨论，10月20日林彪在大会上做了总结讲话，指谭政这个人没有动力、缺乏精神上的动力。军委会议后，总政治部进行整风，对谭政进一步上纲为反党、“反对毛泽东思想”、“在总政结成反党宗派集团”等罪名。被降职为总政治部副主任。萧华以总政治部第一副主任的身份主持工作。在中共八届十中全会上，谭政的中共中央书记处书记的职务也被撤销。之后，国防部副部长一职也被撤销。
1965年11月，被贬为福建省副省长，文化大革命期间被监禁9年。1975年7月，毛泽东在听取叶剑英、邓小平关于军委扩大会议情况的汇报时，突然询问谭政去向，谭随即被解除监禁。1975年8月，出任中央军委顾问，此后考察边防海岛等。1978年，选为第五届全国人民代表大会常务委员会委员、全国人大常委会法制委员会副主任。1980年，中共中央对谭政受到的政治诬陷给予平反。1980年4月，某高官看望谭政时，认为《关于军队政治工作问题的报告》非谭政作品，而将谭政气得脑血栓导致半身不遂。1988年7月，谭政荣获一级红星功勋荣誉章。同年11月6日2时5分，因病医治无效，于北京逝世。党对其的评价为“久经考验的忠诚的共产主义战士，党和军队的优秀领导人，杰出的无产阶级革命家、军事家，我军卓越的政治工作领导人。”

## 著作
代表作
- 《关于红军中新的政治工作意见》1936年3月26日
- 《关于军队政治工作问题的报告》1944年4月，延安
- 《建军新阶段政治工作的若干问题》1956年9月，在中共八大上。

回忆录
- 《八路军政治工作的回顾》、《东北野战军平津战役政治工作》1975年8月。

专著
- 《山西崞县是怎样进行土地改革的》首页有毛主席的批示按语（中共冀鲁豫区党委1948.3初版）

文集
- 《谭政军事文选》2006年解放军出版社

## 家庭
1924年，谭政与陈秋葵结婚，陈秋葵为陈赓大将的亲妹，谭陈两家为三代世交。谭政投军半年后，陈秋葵因为劳累过度病故。
1937年5月，在罗荣桓和林月琴介绍下，谭政与在中共中央党校学习的王长德结婚。王长德先后任国务院城市建设总局人事处副处长、中央直属监委监察员、中国革命军事博物馆副馆长等职，1960年被授予大校军衔。文革时期，王长德被林彪打成“寡妇集团”遭迫害。王长德在得知九一三事件后，因过度兴奋而突发脑溢血逝世。
谭政有三个子女，长子谭泽代，次子谭竟先，女儿谭星明。